# Montiniaceae
Montiniaceae — родина квіткових рослин. Він включає два-три роди кущів і невеликих дерев, які поширені в південно-західній Африці та тропічній Східній Африці, а також на Мадагаскарі. Роди Grevea і Montinia включені в більшість систем класифікації. Рід Kaliphora включений до Montiniaceae у багатьох новітніх системах класифікації, включаючи APG II, але інші системи класифікації, включно з системою Армена Тахтаджана, включають Kaliphora до власної родини, Kaliphoraceae.